# 波奇托沃耶

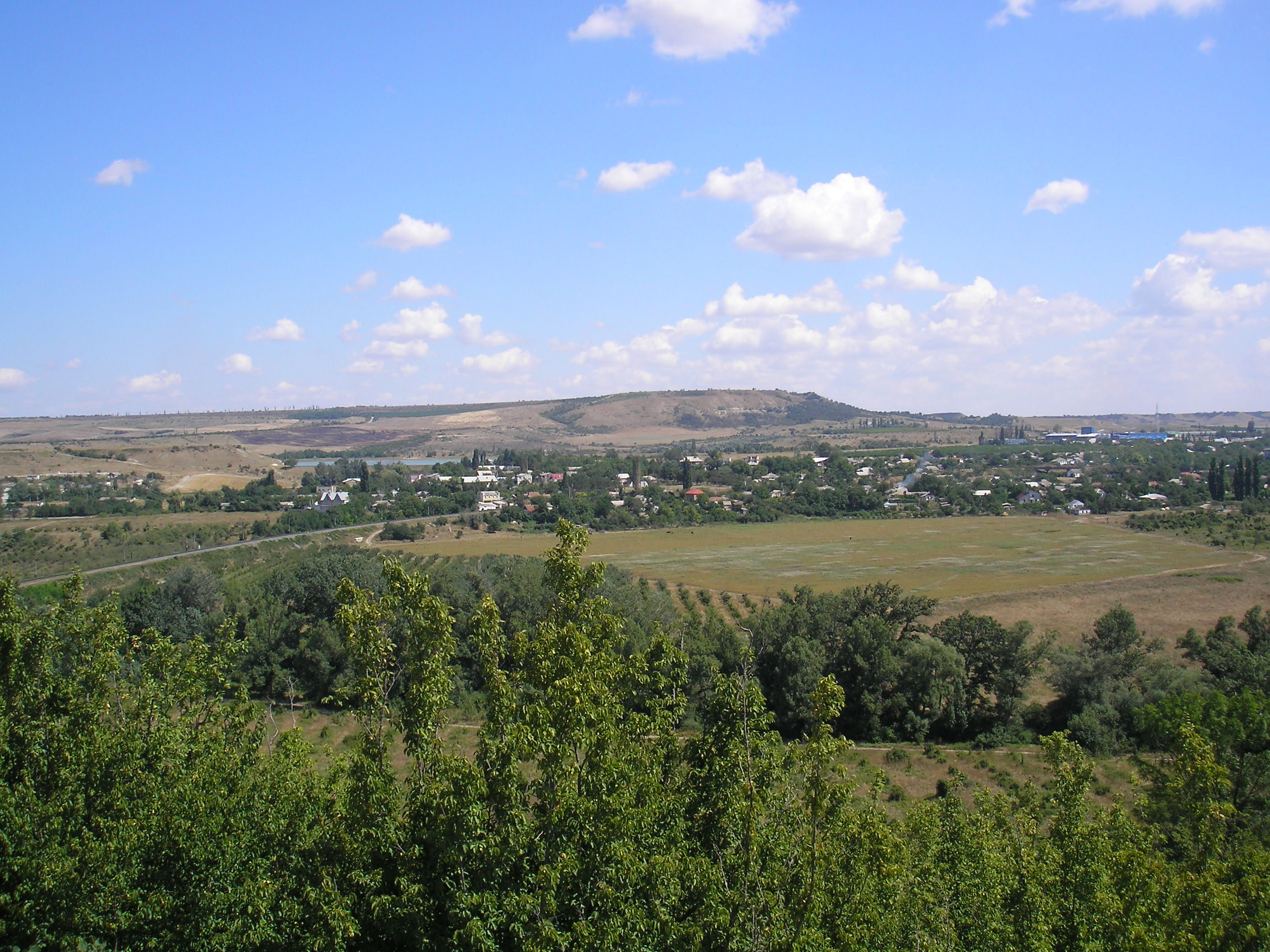
远眺

波什托韋（烏克蘭語：Поштове），又按俄语名译为波奇托沃耶，法理上是乌克兰克里米亚自治共和国南部巴赫奇萨赖区的市级镇，但事实上是俄罗斯克里米亞共和國巴赫奇萨赖区的市级镇。該鎮距離巴赫奇薩賴12公里，面積0.43平方公里，海拔高度180米，2014年人口3,214，人口密度每平方公里7,474.42人。
自俄羅斯於2014年吞併克里米亞，該半島一直受俄烏雙方爭議。
2023年2月24日，烏克蘭的游擊隊損毀了該鎮的鐵路站，以阻礙俄方的补给线。